# 王谷开来
王谷开来（2003年8月7日—），黑龙江省齐齐哈尔市人，中华人民共和国游泳运动员，就读于北京体育大学中国游泳运动学院。

## 生平
2023年8月7日，王谷开来在成都大运会男子4×100米混合泳接力决赛中以3分32秒58的成绩夺冠并打破赛会纪录。
2023年9月25日，王谷开来在杭州亚运会男子50米仰泳决赛中，以24.88秒的成绩位列第二。